# Yurigudu
Yurigudu (유리구두?, lett. La scarpetta di vetro; titolo internazionale Glass Slippers, conosciuta anche come Glass Shoes) è una serie televisiva sudcoreana trasmessa su SBS dal 2 marzo al 28 luglio 2002.

## Trama
Yun-hee e sua sorella maggiore Tae-hee sono cresciute con il padre, essendo la madre morta dando alla luce Yun-hee, ma, quando l'uomo viene ucciso in un incidente stradale dopo aver scoperto di avere la leucemia, una serie di eventi porta alla separazione delle due sorelle per quindici anni. Yun-hee cresce con il nome Sun-woo in una famiglia che la tratta male perché è stata costretta ad adottarla, finendo per cercare rifugio a casa dell'amico Chul-woong, mentre Tae-hee vive con il nonno e diventa un'imprenditrice di successo.

## Personaggi
- Kim Yun-hee/Lee Sun-woo, interpretata da Kim Hyun-joo e Ha Seung-ri (da giovane).
- Kim Tae-hee, interpretata da Kim Ji-ho.
- Jang Jae-hyuk, interpretato da Han Jae-suk e Choi Woo-hyuk (da giovane).
- Park Chul-woong, interpretato da So Ji-sub.
- Woo Seung-hee, interpretata da Kim Min-sun e Park Eun-bin (da giovane).
- Park Yon-woong, interpretata da Kim Jung-hwa.
- Yoon Seo-joon, interpretato da Kim Chung-ryeol e Shin Tae-hoon (da giovane).
- Hwang Kuk-do, interpretato da Lee Hee-do.
- Kim Pil-joong, interpretato da Baek Il-seob.